# Peerless Lake (See, Alberta)
Der Peerless Lake (englisch für „unvergleichlicher See“) ist ein See im zentralen Norden der kanadischen Provinz Alberta. Der Peerless Lake erhielt seinen Namen aufgrund der von seinen Benennern als unvergleichlich empfundenen Schönheit seines Wassers. Er gibt dem dort lebenden Stamm der Peerless Trout First Nation den Namen.

## Lage
Der 16,4 km lange und maximal 8,2 km breite See verfügt über eine Fläche von 81,3 km². Er liegt 10 km nordwestlich des Graham Lake innerhalb des Municipal District of Opportunity No. 17 auf einer Höhe von 687 Metern über dem Meeresspiegel. Die gleichnamige Siedlung Peerless Lake, die etwa 280 Einwohner hat, befindet sich am nordöstlichen Seeufer. Während der Südteil des Sees relativ flach ist, steigt die Tiefe nach Norden hin an, sodass der Peerless Lake eine Maximaltiefe von 35,4 Metern erreicht. Nahe dem Ostufer des Sees befindet sich eine kleine Insel.
Zufluss in den See erfolgt hauptsächlich über einen unbenannten Bach (Creek) aus dem nordwestlich gelegenen Goodfish Lake sowie durch Niederschläge. Der Peerless Lake entwässert über ein ebenfalls unbenanntes Creek in den Graham Lake, von wo das Wasser über den Trout River und den Wabasca River in den Peace River gelangt.

## Seefauna
Im Peerless Lake vorkommende Fischarten sind Amerikanischer Seesaibling, Hecht, Amerikanischer Flussbarsch, Heringsmaräne, Amerikanische Kleine Maräne, Alaska-Saugdöbel (Catostomus catostomus), Quappe, Notropis hudsonius (Spottail shiner) und Catostomus commersonii (White sucker). Der Peerless Lake ist bei Anglern beliebt, wichtigster Sportfisch ist der Amerikanische Seesaibling.  Im See wird außerdem von Einheimischen und auch kommerziell nach der Heringsmaräne gefischt.